# Заречный (Усть-Лабинский район)
Заречный — посёлок (хутор) в Усть-Лабинском районе Краснодарского края России.
Входит в состав Некрасовского сельского поселения.

## География

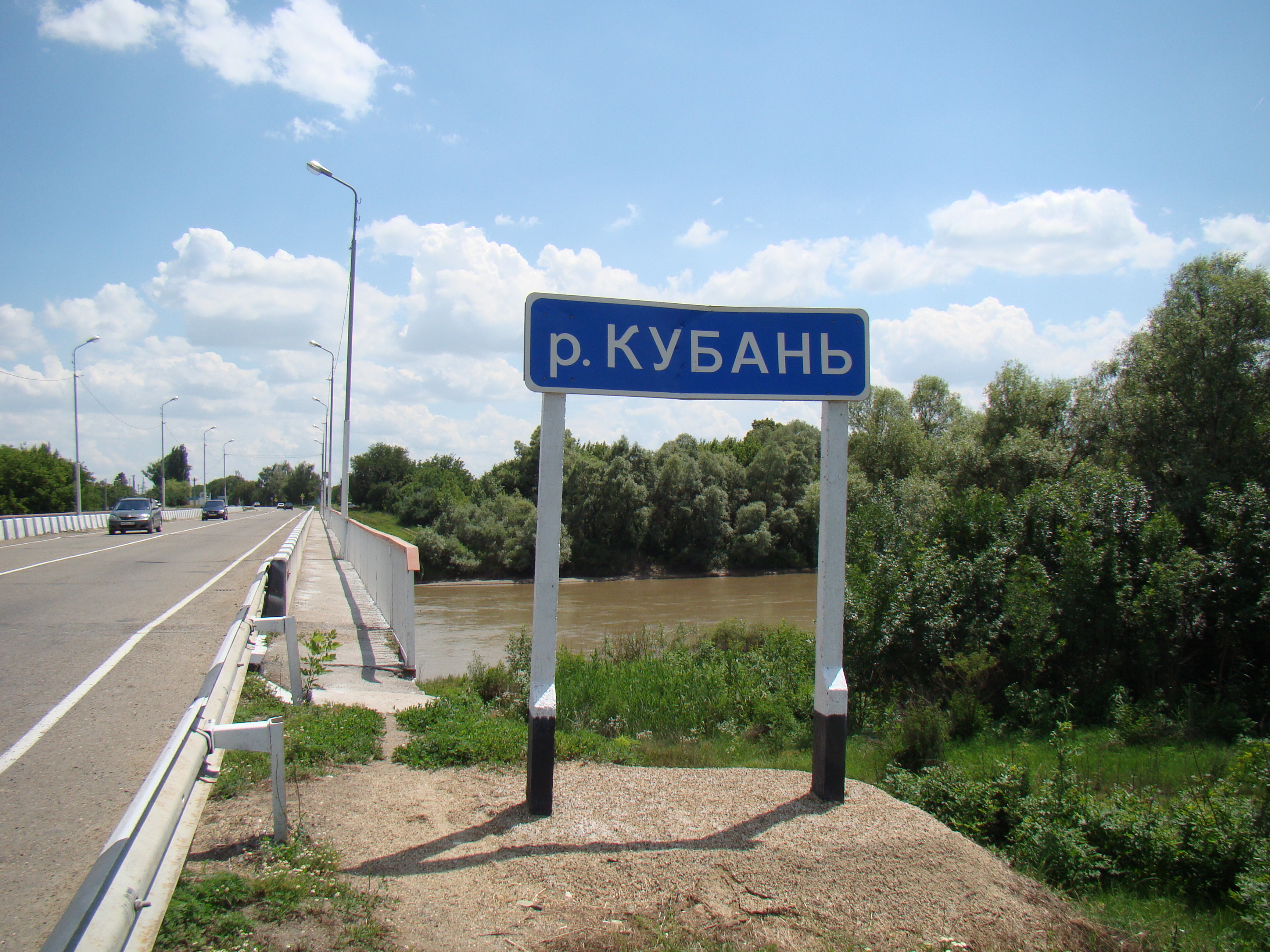
Некрасовский мост в Заречном

Посёлок расположен на левом берегу Кубани в 4 км к северо-западу от центра сельского поселения — станицы Некрасовской. Через посёлок проходит автотрасса Усть-Лабинск—Курганинск. Автомобильный мост (т. н. «Некрасовский») через Кубань, до жилой застройки города Усть-Лабинска около 2 км.

### Улицы
- ул. Вольная,
- ул. Дачная,
- ул. Центральная,
- ул. Школьная[4].

## Население
| 2002 | 2010 |
| ---- | ---- |
| 685  | ↘664 |